# Hội đồng An ninh Nga

Biểu tượng của Hội đồng An ninh Liên bang Nga

Hội đồng An ninh Liên bang Nga (tiếng Nga: Совет Безопасности Российской Федерации) là cơ quan tham mưu cho Tổng thống Nga, giúp cho việc thực hiện tốt các chức năng của Tổng thống Nga trong việc điều hành nhà nước, hoạch định các chính sách đối nội, đối ngoại, quân sự trong lĩnh vực an ninh, duy trì ổn định trật tự chính trị-xã hội, bảo vệ quyền lợi và tự do của nhân dân. Chủ tịch Hội đồng do Tổng thống nắm giữ. Hội đồng An ninh Liên bang là sự kế thừa của Hội đồng An ninh Liên Xô. Hội đồng được mở rộng quyền lực thêm sau khi nghị định 590-6/2011 của Tổng thống được ban hành.

## Lịch sử
Hội đồng An ninh là sự kế thừa của Hội đồng An ninh Cộng hòa Xã hội chủ nghĩa Xô viết Liên bang Nga (tháng 8 - tháng 12 năm 1991) và Hội đồng Liên bang và các vùng lãnh thổ (25/12/1991 - 3/4/1992).
Ngày 3/6/1992 Tổng thống Boris Yeltsin ký nghị định 547 thành lập Hội đồng An ninh Liên bang Nga. Hội đồng không phát huy được quyền lực cần thiết cho tới năm 1996 khi Alexander Lebed cựu tướng Lục quân,ứng viên Tổng thống được bổ nhiệm làm Thư ký Hội đồng. Tháng 7 năm 1996 nghị định mới của Tổng thống mở rộng quyền lực của Hội đồng, và trực tiếp Tổng thống quản lý. Hội đồng định kỳ họp 1 tháng 1 lần.
Hội đồng An ninh đã tham gia với các cuộc chiến của Nga với Chechnya, Georgia và cuộc khủng hoảng Ukraine.

## Lãnh đạo
- Chủ tịch Hội đồng: Vladimir Putin
- Phó Chủ tịch Hội đồng: Dmitry Medvedev

## Tổ chức Hội đồng
Hội đồng gồm 1 Chủ tịch thường do Tổng thống nắm giữ, 1 thư ký Hội đồng và các Phó Thư ký Hội đồng.

### Danh sách Thư ký Hội đồng
- Yury Skokov (1992-1993)
- Yevgeny Shaposhnikov (1993)
- Oleg Lobov (1993-1996)
- Aleksandr Lebed (1996)
- Ivan Rybkin (1996—1998)
- Andrey Kokoshin (1998)
- Nikolai Bordyuzha (1998—1999)
- Vladimir Putin (1998-1999)
- Sergey Ivanov (1999—2001)
- Vladimir Rushailo (2001—2004)
- Igor Ivanov (2004-2007)
- Valentin Sobolev (2007-2008)
- Nikolai Patrushev (2008-2012, 2018-2024)
- Sergey Shoygu (từ ngày 12 tháng 5 năm 2024)

### Danh sách Phó Thư ký thứ nhất
- Mikhail Mityukov (1996-1998)
- Vyacheslav Mikhailov (1998-1999)
- Vladislav Sherstyuk (1999-2004)
- Mikhail Fradkov (2000-2001)
- Nikolai Solovyov (2002-2004)
- Vladimir Bulavin (2008-2013)
- Yury Averyanov (2013, 2018-2023)
- Rashid Nurgaliev (từ ngày 6 tháng 2 năm 2023)
- Oleg Leonidovich Salyukov (từ ngày 15 tháng 5 năm 2025)

### Danh sách Phó Thư ký đương nhiệm
- Yevgeny Lukyanov (23/3/2012 -7/5/2012; từ 25/5/2012)
- Nazarov Vladimir Pavlovich (từ 25/3/2012)
- Rashid Gumarovich Nurgaliyev (từ 22/5/2012)
- Popov Mikhail Mikhailovich (từ 29/3/2013)
- Buravlev Sergei Mikhailovich (từ 14/12/2013)